# It Kypmantsje

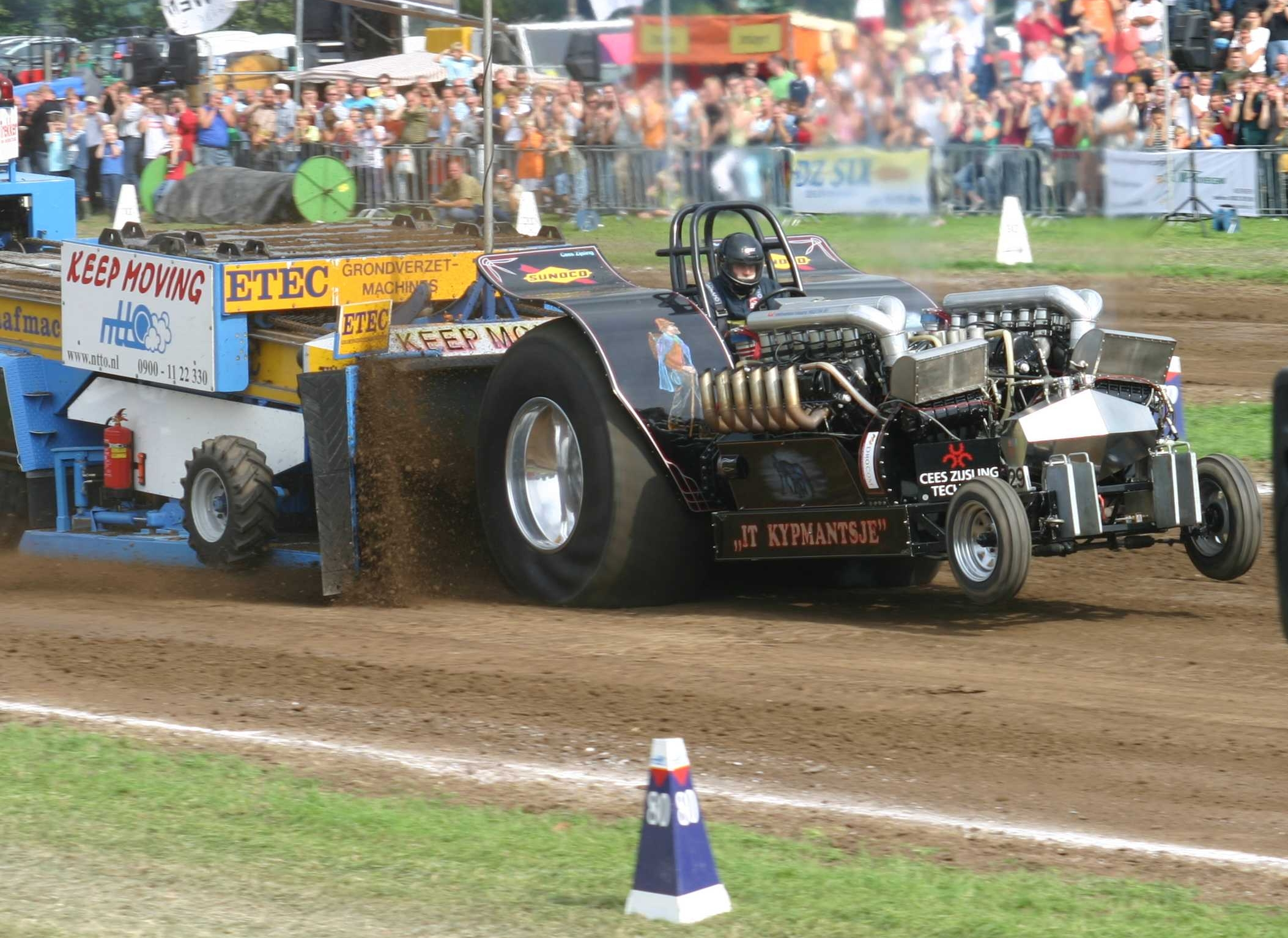
It Kypmantsje in actie

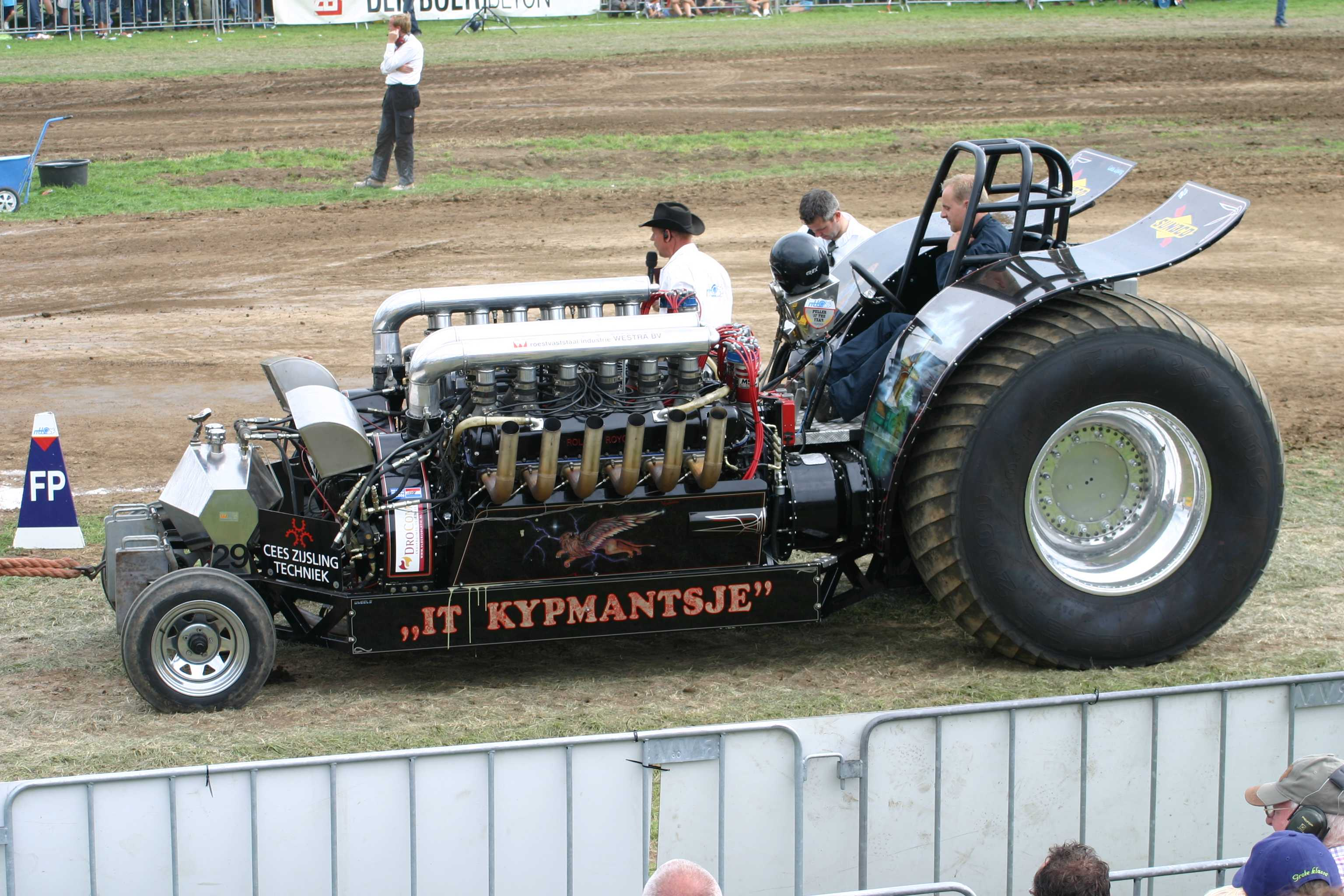
It Kypmantsje

It Kypmantsje is een tractor die speciaal gebouwd is om tractorpulling mee te beoefenen.
De huidige tractor wordt aangedreven door twee  Rolls Royce Griffon  V-12 type M.K. 58 vliegtuigmotoren. Deze motoren zijn opgevoerd en hebben nu ongeveer 3500 pk per motor; elke motor heeft zo'n 37 liter inhoud (36,75 liter); het brandstofsysteem is aangepast en de motoren lopen nu op methanol.
De tractor neemt deel in de Vrije Klasse 4,5 ton, dit is de zwaarste vrije klasse in Nederland. In deze klasse rijden tractoren mee met verschillende motoren onder andere: turbinemotoren, V-8 motoren en V-12 motoren.
De naam It Kypmantsje is ook de bijnaam van  mensen afkomstig uit  IJlst waar dit team gevestigd is. Een kypmantsje is een koekje dat vroeger werd gebakken in IJlst (Westerlauwers Fries: Drylts).
Op 6 november 2010 werd het persbericht uitgevaardigd dat het team met ingang van 2011 (na 32 jaar) niet meer deelneemt aan wedstrijden. 